# شاکو
شاکو (به ژاپنی: 蝦蛄 シャコ Shako) (نام علمی: Oratosquilla oratoria) یکی از انواع میگوهای آخوندکی است. این نوع میگو یکی از انواع سوشی است.

## نگارخانه

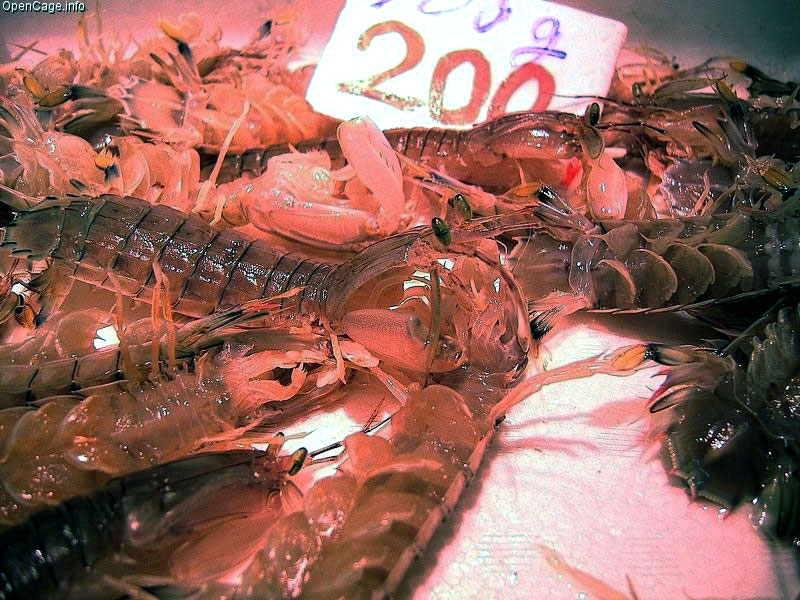
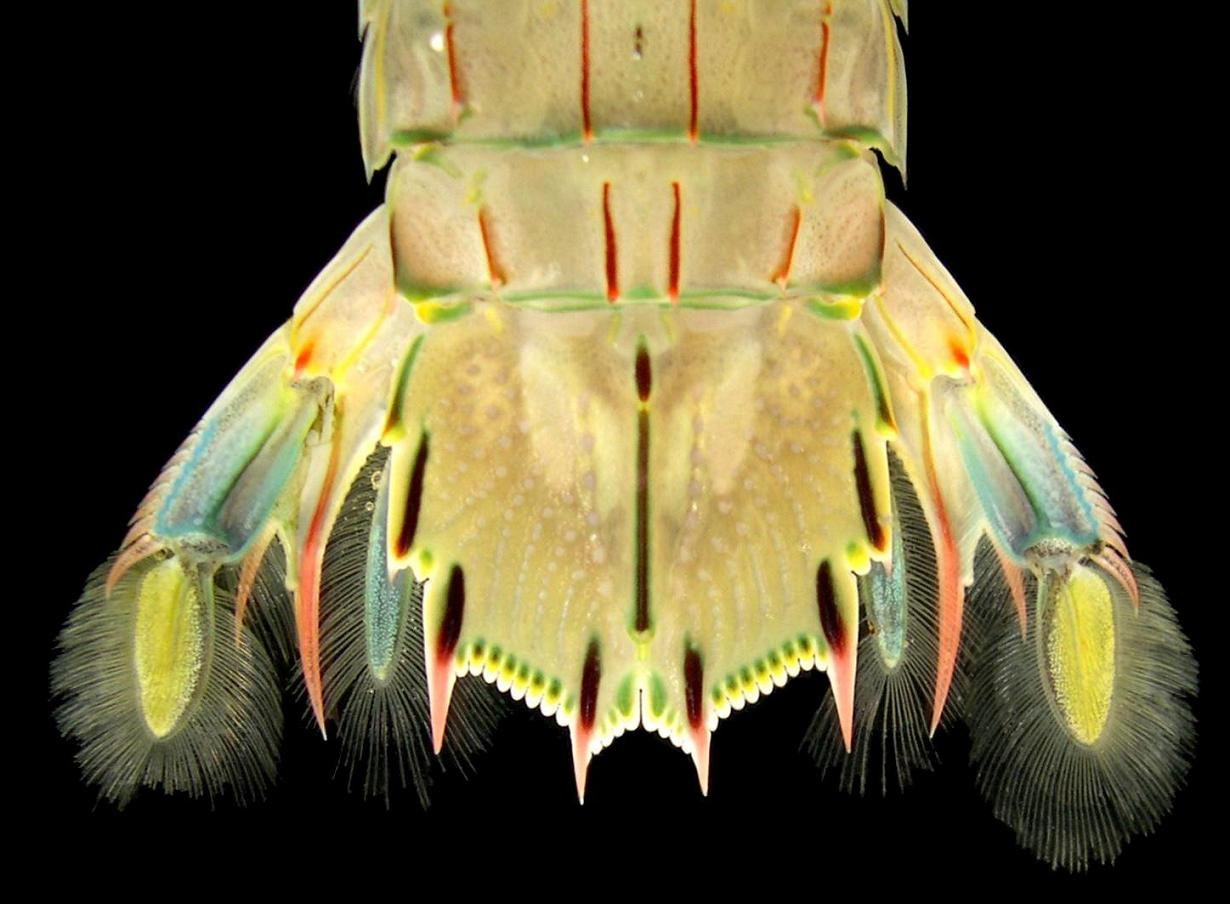